# Solomon ibn Gabirol
Solomon ibn Gabirol (soms ook vermeld als Solomon ben Judah; Hebreeuws: שלמה בן יהודה אבן גבירול, Shelomo ben Yehuda ibn Gevirol; Arabisch: أبو أيوب سليمان بن يحيى بن جبيرول, Abu Ayyūb Suleiman ibn Yahya ibn Jabirūl; Latijn: Avicebron) was een Joodse dichter en filosoof. Hij was een aanhanger van het neoplatonisme.

## Biografie
Er is maar weinig bekend over Gabirols leven. Hij werd mogelijk geboren in Málaga omstreeks 1021. Zijn ouders stierven toen hij nog een kind was.
Op zijn 17e werd hij de vriend en leerling van Jekuthiel Hassan. Nadat Hassan werd vermoord als gevolg van een politieke samenzwering, schreef Gabirol voor hem een elegie van meer dan 200 verzen. De dood van Hai Gaon inspireerde hem tot het schrijven van een soortgelijk gedicht. Op zijn twintigste schreef Gabirol Anaḳ, een gedicht van 400 verzen, verdeeld in 10 stukken, geheel in het Hebreeuws. Hiervan zijn 95 regels bewaard gebleven door Solomon ben Abraham ibn Parhon.
Gibirol zwierf lange tijd rond in Spanje. Hij werd vrienden met Samuel ibn Naghrela, maar later kregen de twee onenigheid.
Alle bronnen zijn het er over eens dat Gabirol jong gestorven is, mogelijk rond 1058 of 1059. Volgens een legende zou hij gedood zijn door een moslimdichter, die hem daarna begroef onder een boom.

## Rol in het neoplatonisme
Gabirol was een van de eerste leraren van het neoplatonisme in Europa. Zijn rol in het neoplatonisme wordt vaak vergeleken met die van Philo van Alexandrië. Sommige geleerden gaan ervan uit dat Gabirol het neoplatonisme probeerde te verzoenen met de Joodse theologie. Gabirol’s werk inspireerde latere filosofen, waaronder Moses ibn Ezra.